# ヘルヴェティア (列車)

1957年時点のTEE網におけるヘルヴェティア

ヘルヴェティア (Helvetia) は、ドイツのハンブルクとスイスのチューリッヒをフランクフルト・アム・マイン、バーゼルなどを経由して結んでいた国際列車である。
1952年にドイツ連邦鉄道（西ドイツ国鉄）の特急列車 (F-Zug) として運行を開始し、1957年から1979年まではTEEの一列車であった。その後インターシティ、ユーロシティなどに種別を変更し、1993年からはICEの列車名となった。ハンブルク - チューリッヒ間のICEは2009年-10年冬ダイヤ時点においても存在するが、「ヘルヴェティア」の列車名は2004年を最後に用いられていない。
列車名は古代ローマ時代のスイスの呼称であるヘルヴェティアに由来する。1957年のTEE化以前の列車についてはヘルヴェティア急行 (Helvetia Expreß) とも呼ばれた。

## 歴史

### F-Zug
1952年5月18日のダイヤ改正で、チューリッヒ - フランクフルト・アム・マイン間をバーゼル、カールスルーエ、マンハイム、ダルムシュタット経由で結ぶ特急列車(Fernzug, F-Zug)が設けられ、ヘルヴェティア急行と名付けられた。この列車は1953年5月17日からVT08.5形気動車を用いた気動車特急列車となり、列車番号は気動車列車であることを示すTのついたFT77/78となった。これはこの時のダイヤ改正で登場した12往復の"FT-Zug"の一つであった。
1953年10月4日から、ヘルヴェティア急行はフランクフルトからギーセン、カッセル、ゲッティンゲン、ハノーファーなどを経由してハンブルク（ハンブルク＝アルトナ駅）まで延長された。この時点ではマンハイム - フランクフルト - ゲッティンゲン間の経路が後のTEE時代と異なっていた。1954年5月23日のダイヤ改正でフランクフルト - ゲッティンゲン間がフルダ経由となった。フランクフルト - ハノーファー間348.5kmは途中駅無停車であり、これは当時の西ドイツ国鉄で最長の停車駅間隔であった。1955年5月22日からはマンハイム - フランクフルト間がそれまでより西よりの経路(Riedbahn)に変更され、ダルムシュタットに停車しなくなった。

### TEE
1957年6月2日のTEE発足とともに、ヘルヴェティアはTEEの一列車となった。チューリッヒ - ハンブルク間の所要時間はハンブルク行が10時間34分、チューリッヒ行が10時間37分で、これは当時のTEEの中では最長であった。TEE化と同時に車両はTEE専用のVT11.5形気動車になる予定であったが、製造が間に合わず10月13日まではVT08.5形が用いられ続けた。
その後、停車駅が増え中間の付随車の連結数も増えたにもかかわらず、所要時間は短縮を続けた。
1965年初めのハノーファー - ハンブルク間の電化完成により、チューリッヒ - ハンブルク間は全線電化された。これを受けてヘルヴェティアは同年5月1日のダイヤ改正から電気機関車牽引による客車列車となった。
1967年5月28日のダイヤ改正からは、この日運行を始めたTEEレンブラント（アムステルダム - ミュンヘン）の客車の一部がマンハイム中央駅でヘルヴェティアにつなぎ変えられ、オランダとスイスを直通するようになった。
1968年までに走行経路のほとんどの区間で最高速度が160km/hに引き上げられ、所要時間は8時間前後にまで短縮された。
レンブラントとの客車の直通は1971年5月23日のダイヤ改正で終了し、マンハイムで乗り換えるように改められた。また、このダイヤ改正からTEEの列車番号の付け方が変わり、ヘルヴェティアは従来北（ハンブルク）行が奇数、南（チューリッヒ）行が偶数だったのが逆（ハンブルク行がTEE72、チューリッヒ行がTEE73）になっている。

### インターシティ網の一部に

IC3号線（緑）

1971年9月26日のダイヤ改正で、西ドイツ国鉄は4系統からなるインターシティ(IC)網を構築した。ヘルヴェティアの走行経路の西ドイツ部分であるハンブルク - バーゼル間はIC3号線となり、他の国内インターシティ（バーゼル発着列車を含む）およびTEEローラント（ブレーメン - ハノーファー - バーゼル - ミラノ）と合わせ約2時間間隔のパターンダイヤを組んだ。ハノーファー中央駅とマンハイム中央駅では以下のように他系統のIC、TEEと接続した。
| 駅                 | 発着時刻 | 接続列車 | 接続列車                       | 接続列車                                                                                  | 接続列車 |
| 駅                 | 発着時刻 | 発着時刻 | 列車番号・列車名               | 運行区間                                                                                  |          |
| ------------------ | -------- | -------- | ------------------------------ | ----------------------------------------------------------------------------------------- | -------- |
| ハノーファー中央駅 | 15:18/20 | 15:12/24 | IC187 アルブレヒト・デューラー | ブレーメン → ハノーファー → ミュンヘン （IC4号線）                                        |          |
| マンハイム中央駅   | 19:15/23 | 19:18/20 | TEE11 レンブラント             | アムステルダム → ケルン → マンハイム → ミュンヘン （ケルン - ミュンヘン間 IC1号線の一部） |          |

| 駅                 | 発着時刻 | 接続列車 | 接続列車           | 接続列車                                                                                  | 接続列車 |
| 駅                 | 発着時刻 | 発着時刻 | 列車番号・列車名   | 運行区間                                                                                  |          |
| ------------------ | -------- | -------- | ------------------ | ----------------------------------------------------------------------------------------- | -------- |
| マンハイム中央駅   | 10:34/42 | 10:37/39 | TEE10 レンブラント | ミュンヘン → マンハイム → ケルン → アムステルダム （ミュンヘン - ケルン間 IC1号線の一部） |          |
| ハノーファー中央駅 | 14:40/42 | 14:34/45 | IC182 ヘルメス     | ミュンヘン → ハノーファー → ブレーメン （IC4号線）                                        |          |

1973年6月3日からはチューリッヒ行ヘルヴェティア(TEE 73)の時刻はICディプロマットと入れ替えて2時間早められ、ハノーファーでの接続列車はTEEプリンツ・オイゲン（ブレーメン → ウィーン）に、マンハイムではICガンブリヌス（ハンブルク → ケルン → マンハイム → ミュンヘン）に代わった。1976年にはプリンツ・オイゲンの経路変更によりハノーファーでの接続相手は再び国内ICになっている。

### 一二等インターシティ・ユーロシティ
1979年5月27日のダイヤ改正から、西ドイツ国鉄はすべてのインターシティに二等車を連結するようになった。この改正からヘルヴェティアも二等車を含むインターシティとなり、TEEではなくなった。運行区間は南行(IC 179)がハンブルク - チューリッヒ間、北行(IC 178)がバーゼル - ハンブルク間であるが、北行列車にはチューリッヒ始発の客車2両（一等車のみ）も連結された。南行列車は1979年と1980年の夏にはヴェスターラント(Westerland)始発となった。ただしインターシティ扱いなのはハンブルク - バーゼル間のみである。
1980年6月1日から西ヨーロッパの国際列車に対してもインターシティの種別名が用いられるようになり、ヘルヴェティアは国際インターシティとなった。運行区間は1981年以降往復ともハンブルク - チューリッヒ間となっている。
1987年5月31日、ヘルヴェティアはこの日創設されたユーロシティの一列車となった。

### ICE

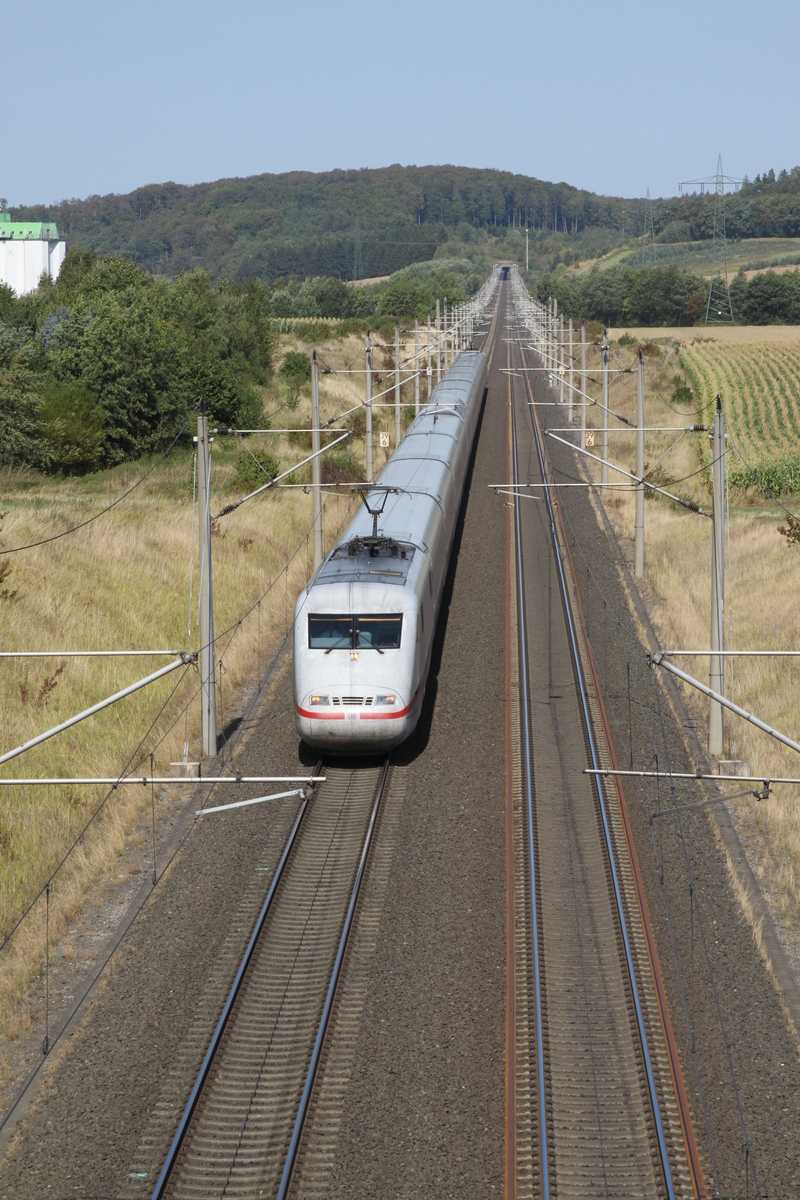
ハノーファー - ヴュルツブルク高速線を走行するICE

1992年9月27日、ハノーファー - ヴュルツブルク高速線の一部を経由してハンブルクとチューリッヒを結ぶICE「ヨハンナ・シュピリ」が運行を開始した。
この時点ではヘルヴェティアは在来線経由であったが、1993年5月23日のダイヤ改正からヘルヴェティアもICEとなった。途中ハノーファーからフルダまでの234kmが高速線経由であり、これにより所要時間は33分（北行）から38分（南行）短縮された。同改正では他にハンブルク - チューリッヒ間に一往復（「パンダ」）、ハンブルク - バーゼル間に2往復（「ブライスガウ」および「フランツ・クルッケンベルク」）が設定された。なお「ヨハンナ・シュピリ」はフランクフルト → チューリッヒ間およびチューリッヒ → ヴィースバーデン間に変更されている。
ハンブルク - チューリッヒ間のICEは2009年-10年冬ダイヤ時点においても存在するが、「ヘルヴェティア」の列車名は2004年12月12日以降用いられていない。

### 現況
2009年-10年冬ダイヤでは、ハンブルク - チューリッヒ間にはフランクフルト、バーゼル経由のICEが一日4往復（他にハンブルク - バーゼル間に一往復）2時間間隔で運行されている。一部の列車はキール発着である。所要時間はハンブルク中央駅 - チューリッヒ中央駅間で7時間32分から36分である。

### 年表
- 1952年5月18日 : チューリッヒ - フランクフルト・アム・マイン間の特急列車(F-Zug)として運行開始。
- 1953年10月4日 : チューリッヒ - ハンブルク間に延長される。
- 1957年6月2日 : TEEとなる。
- 1971年9月26日 : 西ドイツ国内においてはインターシティ3号線の一列車となる。
- 1979年5月27日 : 二等車を含むインターシティとなる。
- 1987年5月31日 : ユーロシティとなる。
- 1992年9月27日 : ICEとなる。
- 2004年12月12日 : ICEヘルヴェティアの列車名使用を中止。

## 停車駅一覧
TEE時代のヘルヴェティアの停車駅は以下の通り。
| 国       | 駅名                                                       | 1957年6月2日- | 1958年6月1日- | 1971年5月23日- | 1971年9月26日- | 1973年6月3日- | 1973年9月30日- |
| -------- | ---------------------------------------------------------- | ------------- | ------------- | -------------- | -------------- | ------------- | -------------- |
| 西ドイツ | ハンブルク＝アルトナ駅                                     | ●             | ●             | ●              | ●              | ●             | ●              |
| 西ドイツ | ハンブルク＝ダムトーア駅                                   | ●             | ●             | ●              | ●              | ●             | ●              |
| 西ドイツ | ハンブルク中央駅                                           | ●             | ●             | ●              | ●              | ●             | ●              |
| 西ドイツ | ハノーファー中央駅                                         | ●             | ●             | ●              | ●              | ●             | ●              |
| 西ドイツ | ゲッティンゲン駅 Göttingen                                 | ｜            | ●             | ●              | ●              | ●             | ●              |
| 西ドイツ | フルダ駅 Fulda                                             | ｜            | ｜            | ｜             | ●              | ●             | ●              |
| 西ドイツ | フランクフルト中央駅                                       | ●             | ●             | ●              | ●              | ●             | ●              |
| 西ドイツ | マンハイム中央駅                                           | ●             | ●             | ●              | ●              | ●             | ●              |
| 西ドイツ | カールスルーエ中央駅                                       | ●             | ●             | ●              | ●              | ●             | ●              |
| 西ドイツ | バーデン・オース駅 Baden-Oos                               | ●             | ●             | ｜             | ｜             | ｜            | ▼              |
| 西ドイツ | オッフェンブルク駅 Offenburg                               | ｜            | ｜            | ●              | ●              | ▲             | ▲              |
| 西ドイツ | フライブルク（ブライスガウ）中央駅 Freiburg (Breisgau) Hbf | ●             | ●             | ●              | ●              | ●             | ●              |
| スイス   | バーゼル・バディッシャー駅                                 | ●             | ●             | ●              | ●              | ●             | ●              |
| スイス   | バーゼルSBB駅                                              | ●             | ●             | ●              | ●              | ●             | ●              |
| スイス   | チューリッヒ中央駅                                         | ●             | ●             | ●              | ●              | ●             | ●              |

| ●    | ｜   | ▲                    | ▼                      |
| ---- | ---- | -------------------- | ---------------------- |
| 停車 | 通過 | ハンブルク行のみ停車 | チューリッヒ行のみ停車 |

1. ↑  1977年以降はバーデン＝バーデン駅と改称

## 車両・編成

### 気動車

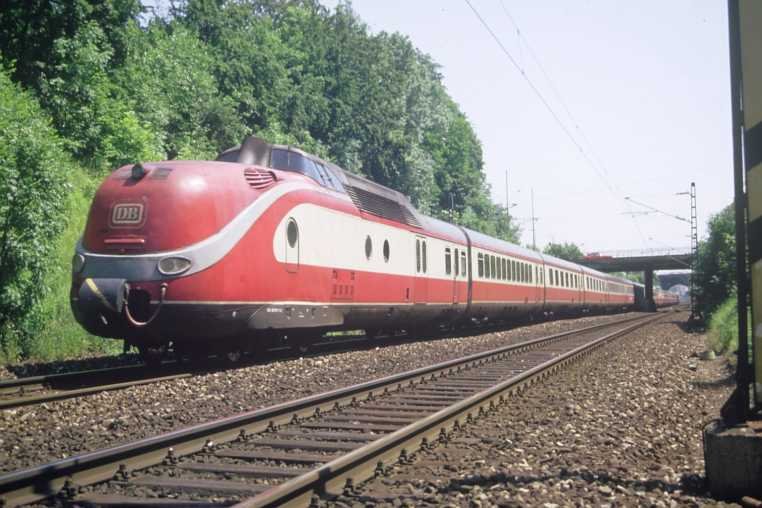
VT11.5形気動車（写真はTEE運用から退いた後）

F-Zugヘルヴェティア急行は1953年5月17日からVT08.5形気動車を用いた気動車列車となった。繁忙期には第二次世界大戦以前に製造されたVT04.0形気動車（元フリーゲンダー・ハンブルガー用車両）およびその派生形であるVT04.5形が増結された。
1957年6月2日のTEE化時にはTEE専用車両であるVT11.5形に置き換えられる予定であったが、製造が間に合わずVT08.5形がそのまま用いられた。VT11.5形が用いられたのは同年10月14日からである。
VT11.5形は当初7両編成（両端の動力車には客席がないため、客車は5両）であったが、需要の増加とともに以下のように中間客車が増やされた。
- 1958年夏 : 客車5両、繁忙期には1両増結
- 1959年夏 : 客車6両、繁忙期には1両増結
- 1961年夏 : 客車7両
- 1962年夏 : 客車7両、繁忙期には1両増結

### 客車
1965年5月1日からヘルヴェティアは電気機関車牽引の客車列車となった。西ドイツ国鉄の客車を用いたTEEはこれが初である。客車は1962年以降F-Zugラインゴルトなどに用いられているのと同じ形式（通称ラインゴルト型）のものであり、以後の西ドイツ国鉄担当のTEE、インターシティ車両の標準となった。
編成は一等コンパートメント車2両、一等開放座席車1両、食堂車1両、一等コンパートメント・バー合造車1両の5両を基本とし、ハンブルク - バーゼル間ではこれに一等コンパートメント車2両が加わった。繁忙期には西ドイツ国内でさらに客車が増結された。
1967年5月28日から1971年5月22日まではマンハイム - チューリッヒ間で一等開放座席車1両（運行区間 : アムステルダム - チューリッヒ）と一等コンパートメント車1両（エメリッヒ(Emmerich am Rhein) - チューリッヒ）が連結された。マンハイム以北ではこれらの客車はTEEレンブラント（アムステルダム - ミュンヘン）に連結された。
1971年5月23日からはヘルヴェティアの編成はハンブルク - チューリッヒを直通する客車が4両、ハンブルク - バーゼル間の客車が5両となった。またバーゼル - チューリッヒ間ではTEEアルバレートと連結して運転された。
1979年の一二等インターシティ化後はインターシティ用の二等客車を含む編成となった。1982年時点においては一等車5両、食堂車1両、二等車7両という編成であった。なお二等車のうち5両はハンブルク - バーゼル間でのみ連結された。
1987年のユーロシティ化後も同様であるが、二等車の割合が増えており、1987年時点では一等車3両、食堂車1両、二等車10両（うち4両はハンブルク - バーゼル間）という編成であった。

### 機関車

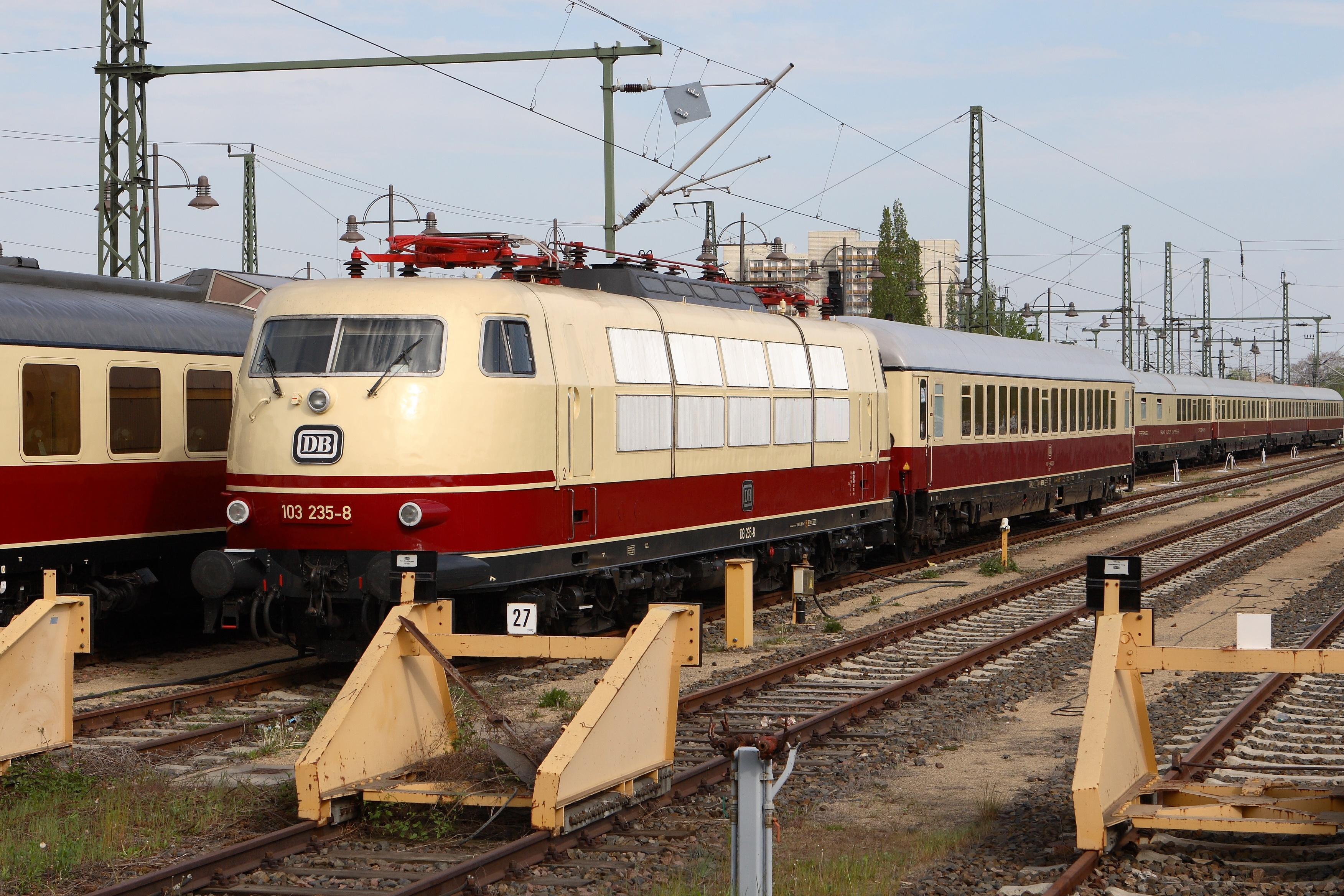
103形電気機関車（TEE色）

1965年以降、ハンブルク - フランクフルト間およびフランクフルト - バーゼル間では西ドイツ国鉄のE10.12型（112型）電気機関車(DB-Baureihe E 10.12)が、バーゼル - チューリッヒ間ではスイス国鉄のRe4/4II形またはRe4/4III形(SBB Re 4/4 III)電気機関車がヘルヴェティアを牽引し、フランクフルト中央駅とバーゼルSBB駅では方向転換とともに機関車交換が行なわれた。なお、1971年からは西ドイツ国内での牽引機関車は103型電気機関車に変わっている。インターシティ、ユーロシティ化後も牽引機関車は同様である。

### ICE
1993年のICE化後はICE 1車両が用いられている。